# Квест Вижна
«Квест Вижна» (англ. Vision Quest) — будущий американский сериал, основанный на одноимённом супергерое комиксов Marvel. Сериал является продолжением и спин-оффом сериала Ванда/Вижн. Проект станет одним из сериалов медиафраншизы «Кинематографическая вселенная Marvel» (КВМ), разработанным Marvel Studios и выйдет на Disney+.

## Актёры и персонажи
- Пол Беттани — Вижн: Андроид и бывший Мститель, созданный с помощью искусственного интеллекта Д.Ж.А.Р.В.И.С.а и Альтрона, а также Камня Разума, который был убит во время событий фильма «Мстители: Война бесконечности» (2018). Беттани играет оригинального Вижна, когда его вновь собирает и активирует «М.Е.Ч.», причём эта версия имеет полностью белый внешний вид, похожий на тот, когда версия из комиксов была воскрешена с полностью белым телом, но без его воспоминаний и эмоций. Беттани назвал оригинального Вижна одновременно знакомым и пугающим[5].
- Джеймс Спейдер — Альтрон:                                                                                                                                                                                                                                                                                        Искусственный интеллект был задуман и разработан Тони Старком и Брюсом Бэннером в качестве главной миротворческой программы, однако впоследствии он принимает форму разумного андроида, преисполненного комплексом бога, решившего умиротворить Землю, уничтожив человечество. Был уничтожен Мстителями[6].
- Фаран Таир — Раза: Лейтенант террористической организации, расположенной в Афганистане. Раза заключил сделку с Обадайей Стейном: похитить Тони Старка в обмен на оружие. Тем не менее, когда Старк сбежал, Раза и его солдаты были преданы и убиты Стейном.
- Т’Ниа Миллер — Джокаста[англ.]: Робот-гиноид, движимая местью[7].

Кроме того, Тодд Стэшвик присоединился к актёрскому составу сериала в нераскрытой роли.

## Производство

### Разработка
28 октября 2022 года Deadline сообщил, что сериал «Квест Вижна», посвященный Белому Вижну, находится на стадии подготовки к производству в Marvel Studios. Сериал под будет существовать в дополнение к ранее анонсированному спин-оффу «Это всё Агата».
В мае 2023 года выяснилось, что Эйлин Сим присоединилась к сериалу в качестве сценариста.
22 мая 2024 года издание Variety сообщило, что премьера сериала состоится в 2026 году. Также сообщалось, что шоураннером сериала станет Терри Маталас. Кроме того, сообщалось, что более ранняя версия сериала находилась в разработке с Жак Шеффер, но она была занята созданием сериала «Это всё Агата».
23 августа 2024 года The Hollywood Reporter сообщил, что Джеймс Спейдер повторит свою роль Альтрона в сериале. Они также сообщили, что «Квест Вижна» не является официальным названием. 3 сентября 2024 года Жак Шеффер подтвердила, что больше не участвует в сериале.
6 сентября 2024 года The Hollywood Reporter сообщил, что Тодд Стэшвик присоединился к актёрскому составу сериала в нераскрытой роли. 14 января 2025 года Deadline сообщил, что Фаран Таир повторит свою роль Разы в сериале.

### Сценарий
будет добавлено

### Съёмки
будет добавлено

## Показ
Премьера сериала «Квест Вижна» состоится в 2026 году на стриминговом сервисе Disney+. Сериал станет частью Шестой фазы КВМ.